# Кубок Брунею з футболу 2019
Кубок Брунею з футболу 2019 — 12-й розіграш кубкового футбольного турніру у Брунеї. Титул вперше здобув «Кота Рейнджер».

## Календар
| Раунд        | Дата              | Матчі | Клуби   |
| ------------ | ----------------- | ----- | ------- |
| Перший раунд | 25-27 січня 2019  | 4     | 20 → 16 |
| 1/8 фіналу   | 6-30 березня 2019 | 8     | 16 → 8  |
| 1/4 фіналу   | 5-13 квітня 2019  | 4     | 8 → 4   |
| 1/2 фіналу   | 17-19 квітня 2019 | 2     | 4 → 2   |
| Фінал        | 22 квітня 2019    | 1     | 2 → 1   |

## 1/8 фіналу
| Команда 1       | Рахунок | Команда 2        |
| --------------- | ------- | ---------------- |
| 6 березня 2019  |         |                  |
| Тебуан Муда (2) | 2:4     | БСРК (2)         |
| 12 березня 2019 |         |                  |
| ДПММ (2)        | 1:2     | Кота Рейнджер    |
| 13 березня 2019 |         |                  |
| МС АБДБ         | 4:0     | Джерудонг (2)    |
| 16 березня 2019 |         |                  |
| Сетія Пердана   | 2:1     | Серівіра (2)     |
| 20 березня 2019 |         |                  |
| Іклс            | 4:2     | Панчор Мурай (2) |
| 29 березня 2019 |         |                  |
| Віджая          | 0:2     | Касука           |
| Індера          | 7:0     | Наджип Ай-Тім    |
| 30 березня 2019 |         |                  |
| МС ПДБ          | 9:0     | Рімба Стар (2)   |

## 1/4 фіналу
| Команда 1      | Рахунок | Команда 2     |
| -------------- | ------- | ------------- |
| 5 квітня 2019  |         |               |
| МС АБДБ        | 0:1 дч  | Індера        |
| Касука         | 0:1 дч  | Кота Рейнджер |
| 6 квітня 2019  |         |               |
| МС ПДБ         | 1:0 дч  | Іклс          |
| 13 квітня 2019 |         |               |
| БСРК (2)       | 8:0     | Сетія Пердана |

## 1/2 фіналу
| Команда 1      | Рахунок | Команда 2 |
| -------------- | ------- | --------- |
| 17 квітня 2019 |         |           |
| Індера         | 1:2     | МС ПДБ    |
| 19 квітня 2019 |         |           |
| Кота Рейнджер  | 2:1 дч  | БСРК (2)  |

## Фінал
| Команда 1      | Рахунок | Команда 2     |
| -------------- | ------- | ------------- |
| 22 квітня 2019 |         |               |
| МС ПДБ         | 1:2     | Кота Рейнджер |